# Liste der Mitglieder der American Academy of Arts and Sciences/1785
Im Jahr 1785 wählte die American Academy of Arts and Sciences fünf Personen zu ihren Mitgliedern.

## Neugewählte Mitglieder
- Jeremy Belknap (1744–1798)
- Peter Jonas Bergius (1730–1790)
- Marie Joseph Paul Yves Roch Gilbert du Motier Lafayette (1757–1834)
- Henry Moyes (1750–1807)
- John Prince (1751–1836)